# El amor brujo (1967)
El amor brujo ist ein spanisches Filmdrama aus dem Jahr 1967 unter der Regie von Francisco Rovira Beleta und basiert auf dem gleichnamigen Ballett von Manuel de Falla. Der Film wurde für den Oscar als bester internationaler Film nominiert. Außerdem wurde er für das 5. Internationales Filmfestival Moskau nominiert.

## Handlung
Diego ist ein gewalttätiger Zigeuner, der angeblich von den Rächern einer seiner Missetaten getötet wurde, während Candelas, seine ehemalige Geliebte, von der Erinnerung an ihn besessen ist und von seinem Geist heimgesucht wird, der sie in ein unerklärliches Netz von Halluzinationen hüllt. Antonio, der in Candelas verliebt ist, kämpft darum, sie von diesem Bann zu befreien und erkennt, dass jemand versucht, sie zu terrorisieren, und so beschließen Candelas und Antonio, den Schuldigen des Komplotts in einer Auflösung zwischen Tanz, Kampf und Liebe zu entlarven.

## Auszeichnungen
- National Syndicate of Spectacle, Spain als Bester Film in 1967
- Premios ACE als Beste Schauspielerin (La Polaca) in 1973

Nominierungen:
- Internationales Filmfestival Moskau für den Grand Prix in 1967
- Oscarverleihung als Bester internationaler Film in 1968[3]

## Einspielergebnisse
1. ↑  The 40th Academy Awards (1968) Nominees and Winners. In: oscars.org. Abgerufen am 20. Februar 2024 (englisch).
2. ↑  5th Moscow International Film Festival (1967). In: moscowfilmfestival.ru. Archiviert vom Original; abgerufen am 20. Februar 2024 (englisch).
3. ↑  El amor brujo Auszeichnungen. In: IMDB. Abgerufen am 20. Februar 2024 (englisch).